# Langensalza-Denkmal (Celle)

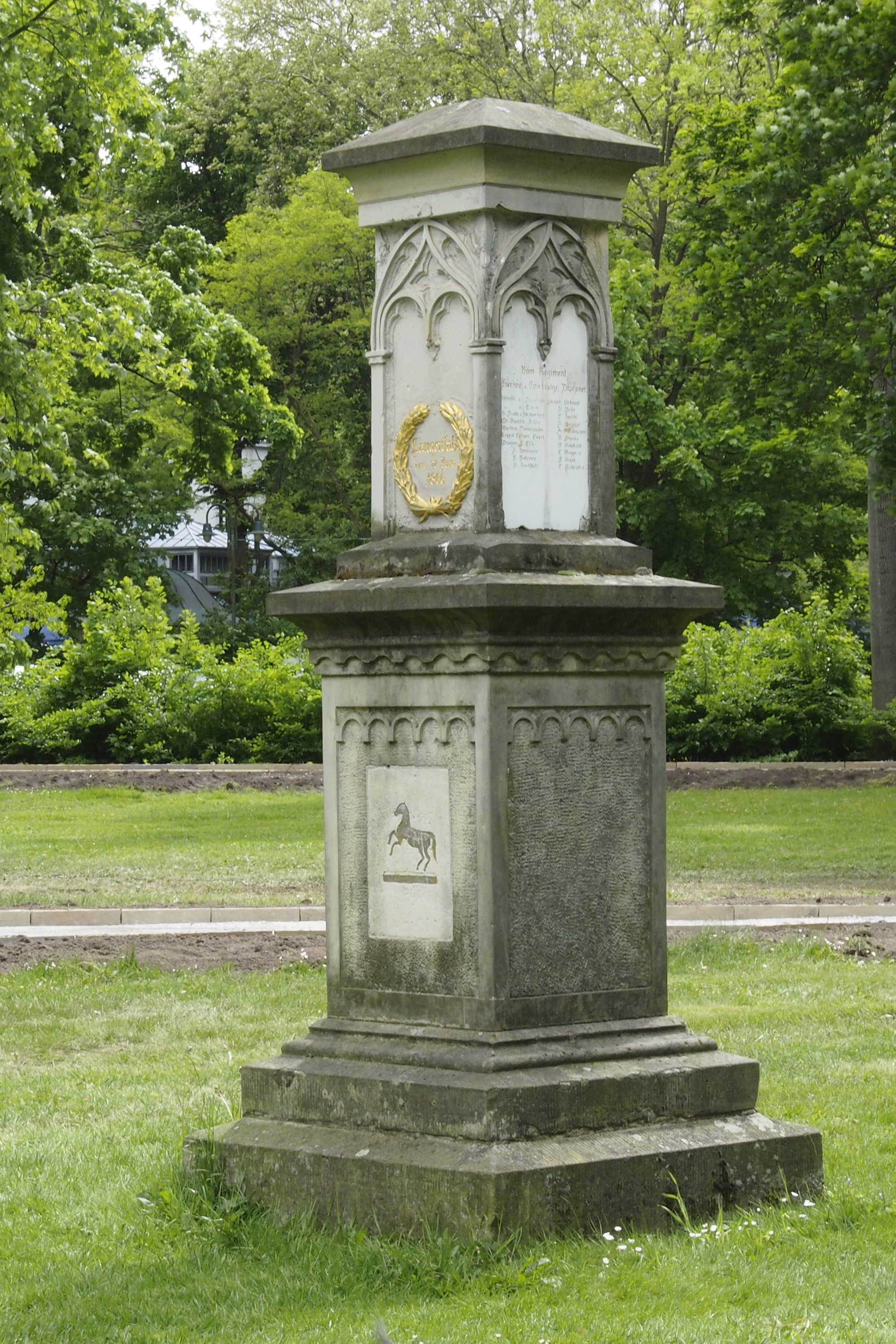
Das Langensalza-Denkmal im Französischen Garten in Celle, durch wiederholten Diebstahl hier ohne das bekrönende Sachsenross;
Fotografie von 2012

Das Langensalza-Denkmal in Celle ist ein im 19. Jahrhundert von Anhängern der Welfen gestiftetes Denkmal zur Erinnerung an die verlorene Schlacht bei Langensalza. Standort ist der Französische Garten in Celle.

## Geschichte
Als das Königreich Hannover unter der Führung von König Georg V. nach der für Hannover verlorenen Schlacht bei Langensalza und der anschließenden Annexion durch das Königreich Preußen im Jahr 1866 aufhörte, als eigenständiger Staat zu existieren, taten sich verschiedene „welfentreue Bürger“ zur Finanzierung eines Denkmals zusammen. So konnte das Langensalza-Denkmal schließlich als Stiftung an die Stadt Celle im Jahr 1869 an der Straße Im Kreise aufgestellt werden.
Doch die preußische Militärverwaltung legte Einspruch gegen die Aufstellung des Denkmals ein, so dass das Denkmal aus dem öffentlichen Raum entfernt wurde und von 1869 bis 1872 zunächst in einem privaten Garten unter der Adresse Hannoversche Straße 15 eingelagert wurde.
Erst nach dem Ende des Deutschen Kaiserreichs konnte das Denkmal während der Weimarer Republik 1920 wieder errichtet werden.
1959 wurde das Denkmal an die Garnison-Kirche am Langensalzaplatz transloziert und – knapp ein Viertel Jahrhundert später – 1982 an seinen heutigen Standort im Französischen Garten versetzt.
In jüngerer Zeit wurde dem Langensalza-Denkmal mehrfach die bekrönende Figur des Niedersachsenrosses gestohlen; sogar eigens angefertigte Duplikate wurden wiederholt entwendet.

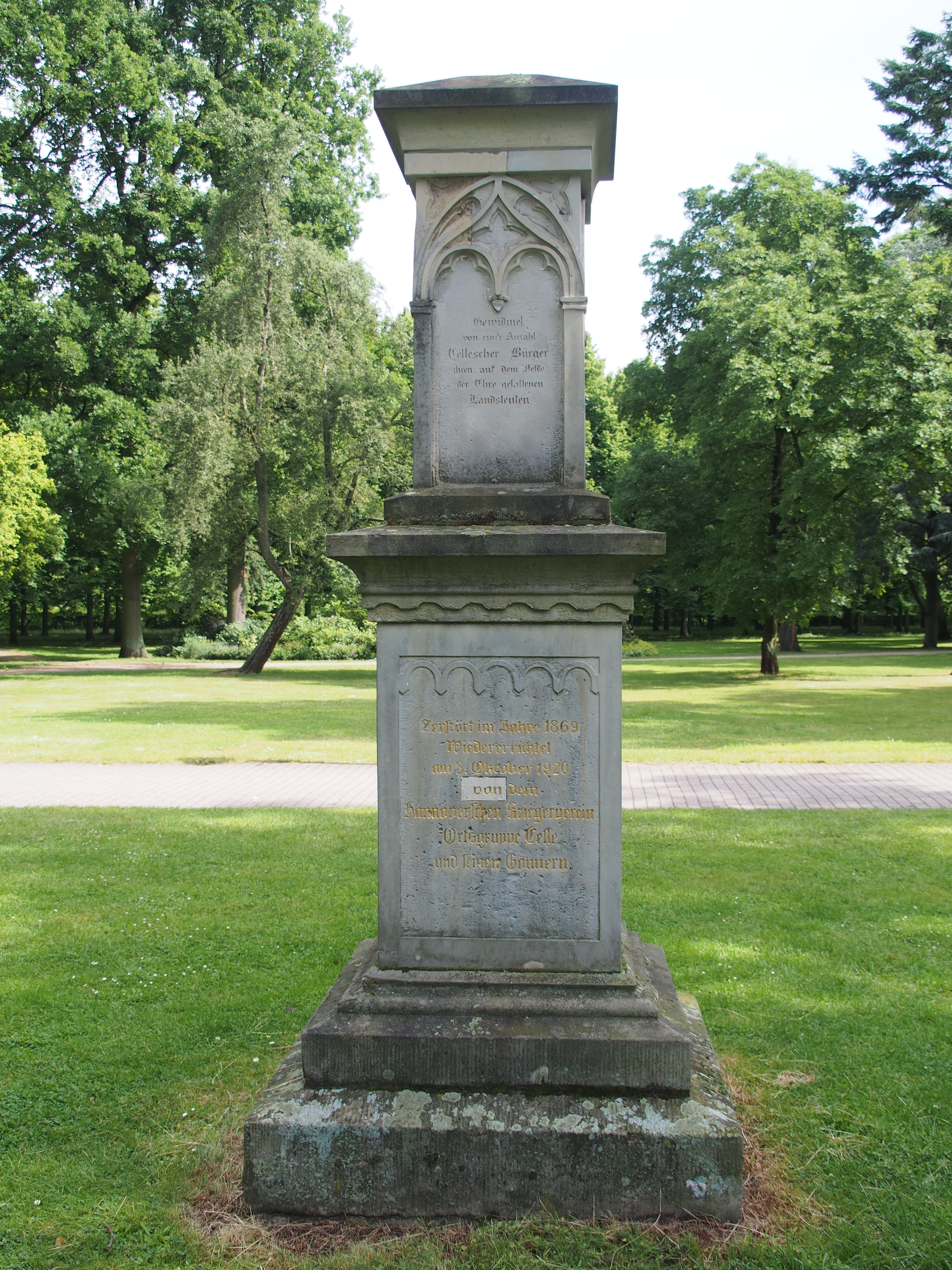
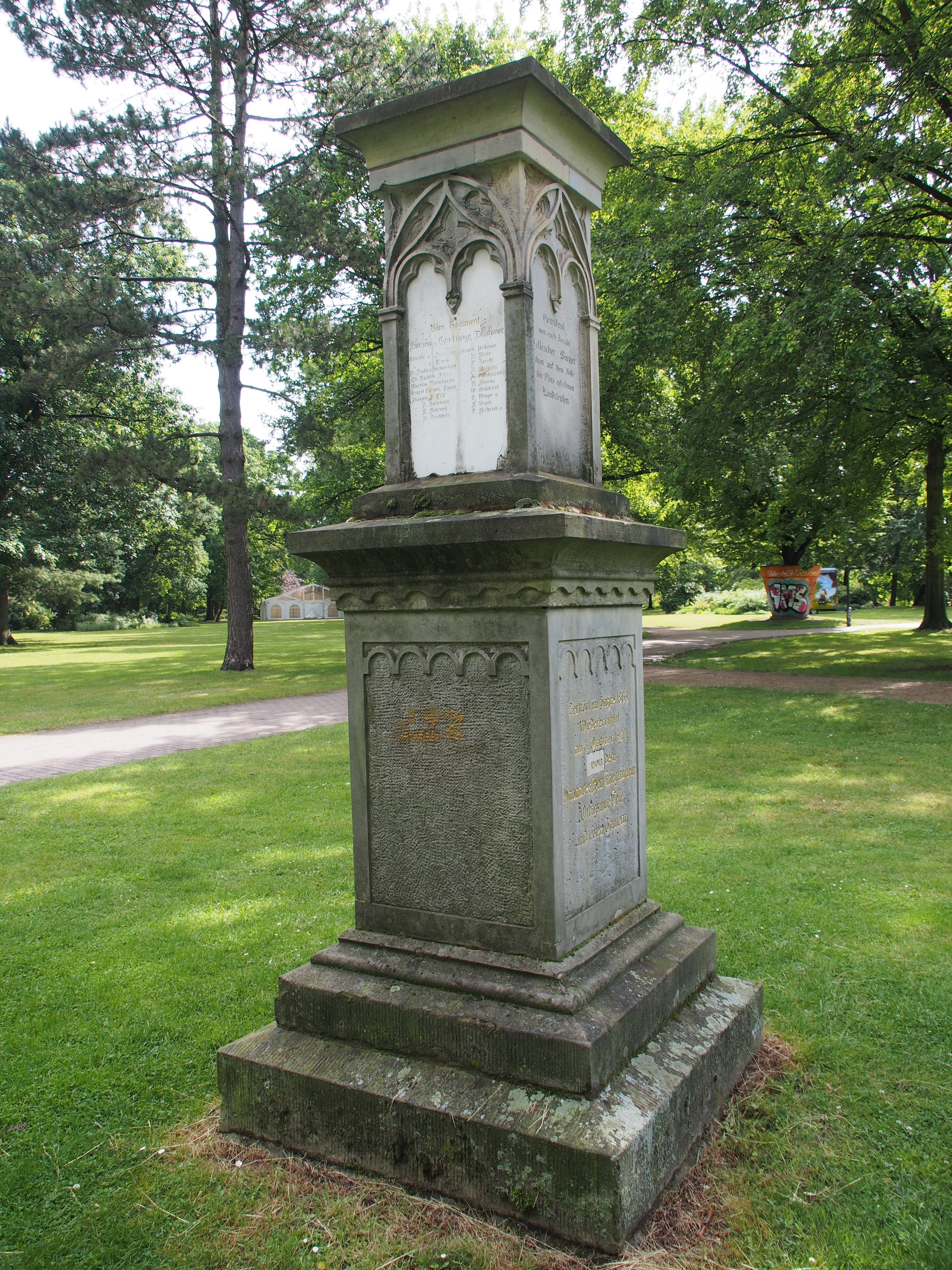
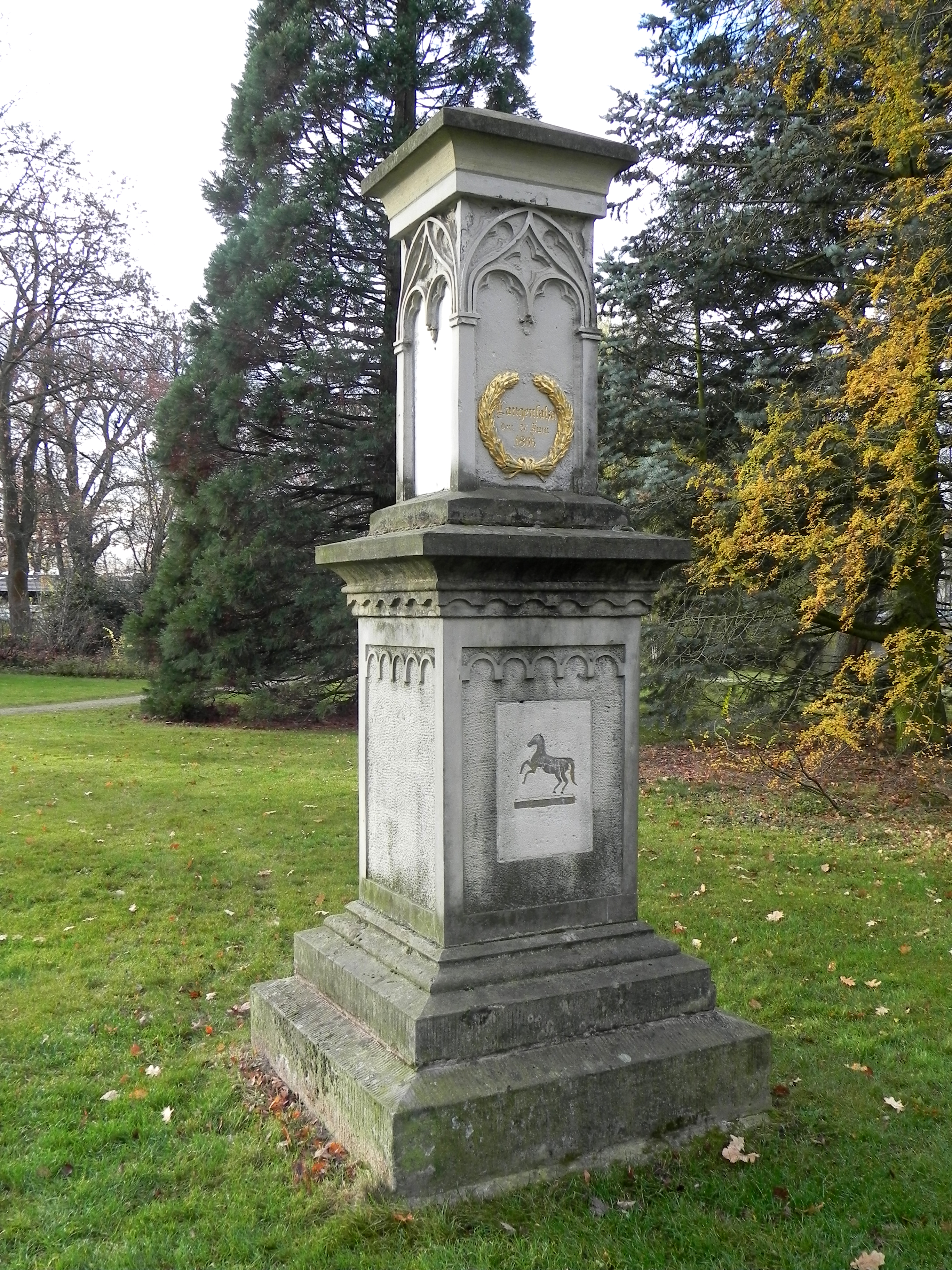